# Georgian Popescu
Georgian Popescu (* 20. Oktober 1984 in Ploiești, Rumänien) ist ein ehemaliger rumänischer Boxer. Er nahm im Leichtgewicht an den Olympischen Spielen 2008 teil.

## Karriere
Georgian Popescu begann im Alter von zwölf Jahren mit dem Boxsport. Bei den Europameisterschaften 2006 in Plowdiw schied er im Achtelfinale gegen Dmytro Bulenkov aus. Ebenso scheiterte er im Achtelfinale bei den Europameisterschaften 2008 in Liverpool 4:5 gegen Wasgen Safarjanz und bei den Europameisterschaften 2010 in Moskau gegen Hratschik Jawachjan.
Beim ersten europäischen Olympiaqualifikations-Turnier 2008 in Pescara besiegte er Tomas Vaňo und Ognian Koljew, ehe er gegen Miklós Varga unterlag. Er startete daraufhin auch beim zweiten europäischen Olympiaqualifikations-Turnier in Athen, wo er sich mit Siegen gegen Alexandros Kirsanidis, Ramal Amanov und Krzysztof Szot einen Startplatz für die Olympischen Spiele 2008 in Peking sicherte. Bei den Olympischen Spielen gewann er dann im Leichtgewicht überraschend gegen Sadam Ali und Francisco Vargas, ehe er im Viertelfinale knapp mit 7:11 gegen Yordenis Ugás unterlag.
Beim Weltcup 2008 in Moskau schied er im Viertelfinale gegen José Pedraza aus.